# Martin Seidl (Politiker)
Martin Seidl (* 10. April 1934 in Holzhausen bei Teisendorf; † 15. Juni 2021 ebenda) war ein deutscher Politiker der CSU und von 1984 bis 2002 Landrat des Landkreises Berchtesgadener Land.

## Leben
Seidl besuchte nach dem Gymnasium in Traunstein die Hotelfachschule. Mit 27 Jahren übernahm er die Leitung des elterlichen Hotels. Die Landwirtschaft mit bis zu 500 Schweinen, 30 bis 40 Kühen und Pferden wurde bis in die 1960er Jahre betrieben. Zuletzt lebte er in dem Seniorenheim St. Elisabeth in Teisendorf, wo er am 15. Juni 2021 verstarb und vier Kinder, sechs Enkelkinder und fünf Urenkel hinterließ.

## Politischer Werdegang
Martin Seidl war, als Holzhausen noch eine selbstständige Gemeinde war, dort Bürgermeister. Nach der Zusammenlegung mit Teisendorf 1972 wurde er in Teisendorf zum Zweiten Bürgermeister gewählt. Nach dem Tod von Landrat Andreas Birnbacher 1984 kurz nach seiner Wiederwahl wurde Martin Seidl zum Landrat gewählt. 1995 wurde er Gründungsvater und erster Vorsitzender der EuRegio Salzburg – Berchtesgadener Land – Traunstein. 2002 schied er aus dem Amt.

## Auszeichnungen
Martin Seidl wurde 1994 mit dem Bundesverdienstkreuz am Bande des Verdienstordens der Bundesrepublik Deutschland ausgezeichnet. 1998 erhielt er das Goldene Ehrenzeichen des Landes Salzburg, 2002 die Bayerische Umweltmedaille und 2003 den Bayerischen Verdienstorden.